# Joris Joostensz Laerle

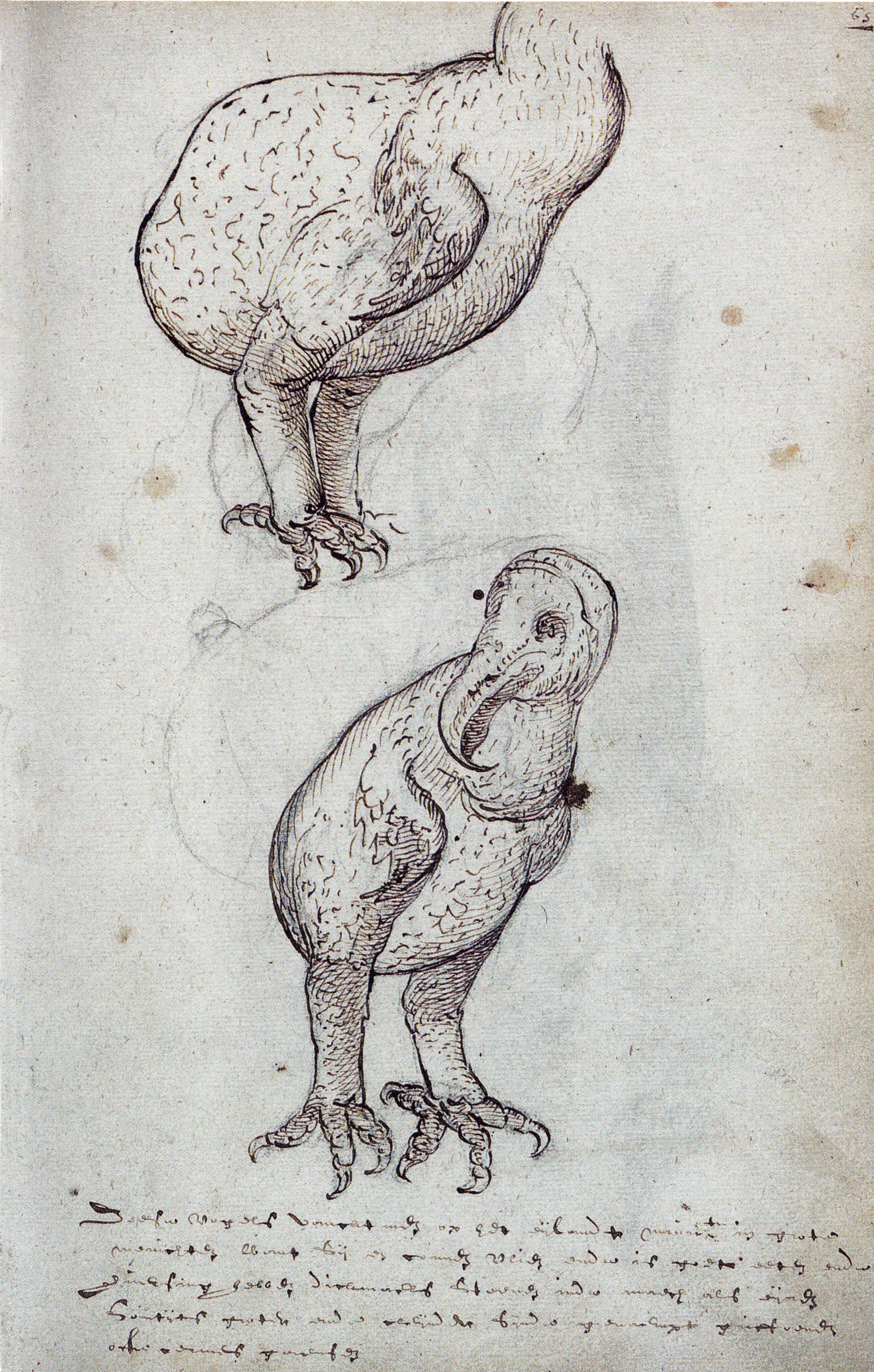
De Dodo.

Joris Joostensz Laerle was een tekenaar en bemanningslid van het schip de Gelderland dat in de jaren 1601-1603 in de zogeheten Molukse vloot van Wolfert Harmensz een tocht naar Bantam en de Molukken maakte. Laerle maakte een aantal tekeningen van vogels en vissen op het eiland Mauritius en van kustprofielen en havens aangedaan tijdens de reis. De tekeningen zijn bewaard gebleven in het scheepsjournaal van de Gelderland.
Van Joris Laerle is niet meer bekend dan dat hij uit Enkhuizen kwam en dat hij op 12 oktober 1600 werd aangenomen door de Oude Compagnie, een van de voorcompagnieën, als onderstuurman en vermaner. Voor de eerste functie ontving hij 30 gulden per maand, voor de tweede een extra 17. Een vermaner werd ook wel ziekentrooster genoemd. Hij werd in eerste instantie geplaatst op het schip Zeeland van de viceadmiraal Hans Bouwens.
De vloot vertrok op 23 april 1601 van de rede van Texel. Op 27 september kwam men aan op Mauritius om proviand in te slaan. Inmiddels waren bij Bouwens en zijn schipper Jan Cornelisz twijfels gerezen over Laerles vaardigheden. Zij zeiden:
qualyck van eenen onderstuurman versien te weesen betuijgende hem gants onnut ende onbequaem te syn tot sulcken beroep ende daerenboven niet en weet van seylen ofte van eenijge saecken die de scheepsdingen belangende syn, minder als de minste inden vloote, noch heeft hem noyt benaersticht om tselve te leeren.

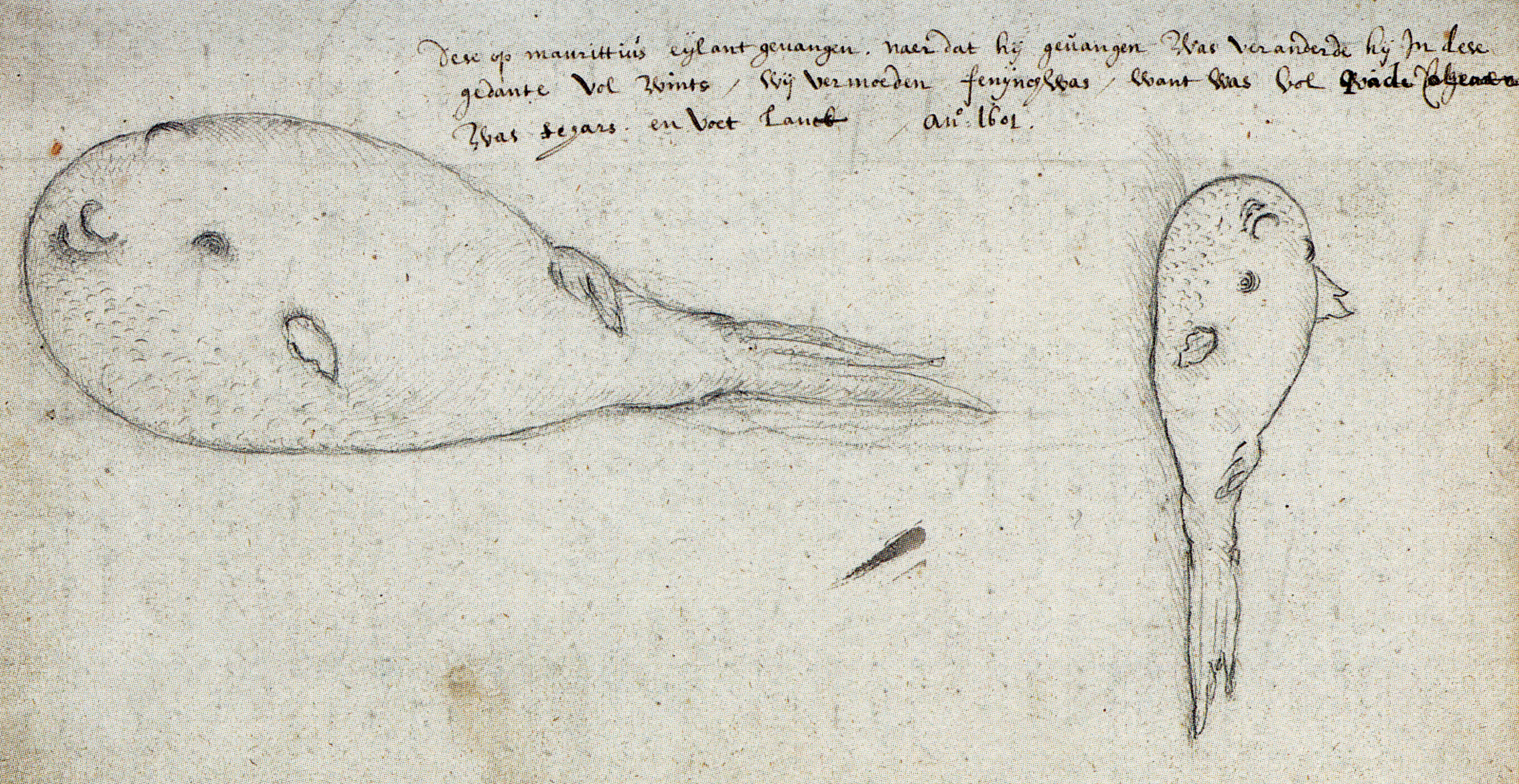
De Blaasopvis.

Op 13 oktober werd in de Brede Raad van de vloot besloten dat Laerle overgeplaatst zou worden naar de Gelderland, om te bedienen alsulcken ampt als hem de admirael toe voegen sal. Laerle werd op de Zeeland vervangen door de hoogbootsman Sijmon Willemsz. Laerle had onderweg tekeningen gemaakt van kusten en havens van onder andere de Madeira-eilanden en de Kaapverdische Eilanden. Vermoedelijk hield hij zich na zijn overgang naar de Gelderland voornamelijk nog bezig met tekenen. Hij maakte een groot aantal fraaie illustraties van vier inmiddels uitgestorven vogels: de dodo, de rode ral, de blauwe duif en de Mauritaanse breedbekpapegaai. Het detail waarmee ze getekend zijn, maakt Laerles tekeningen een belangrijke historische bron. De dodo is zes keer afgebeeld, met bij één van de tekeningen de tekst:
Deese vogels vanckt men op het eijlandt Mauritius in grote menichten, want sij en connen niet vlien ende is goet eeten ende verversing. Hebben dickmaels steenen inde maech ende als eijren, somtijts grooter ende cleijder. Sijnde genaempt griffeendt ofte cermes gaensen.
Ook tekende Laerle een groot aantal vissen en andere zeedieren, waaronder de giftige 'blaasopvis', van het eten waarvan veel zeelieden ziek waren geworden. Bij de afbeelding staat:
Dese op Maurittius eijlant gevangen. Naer dat hij gevangen was veranderde hij in dese gedante vol wints, wij vermoeden fenijnich was’.

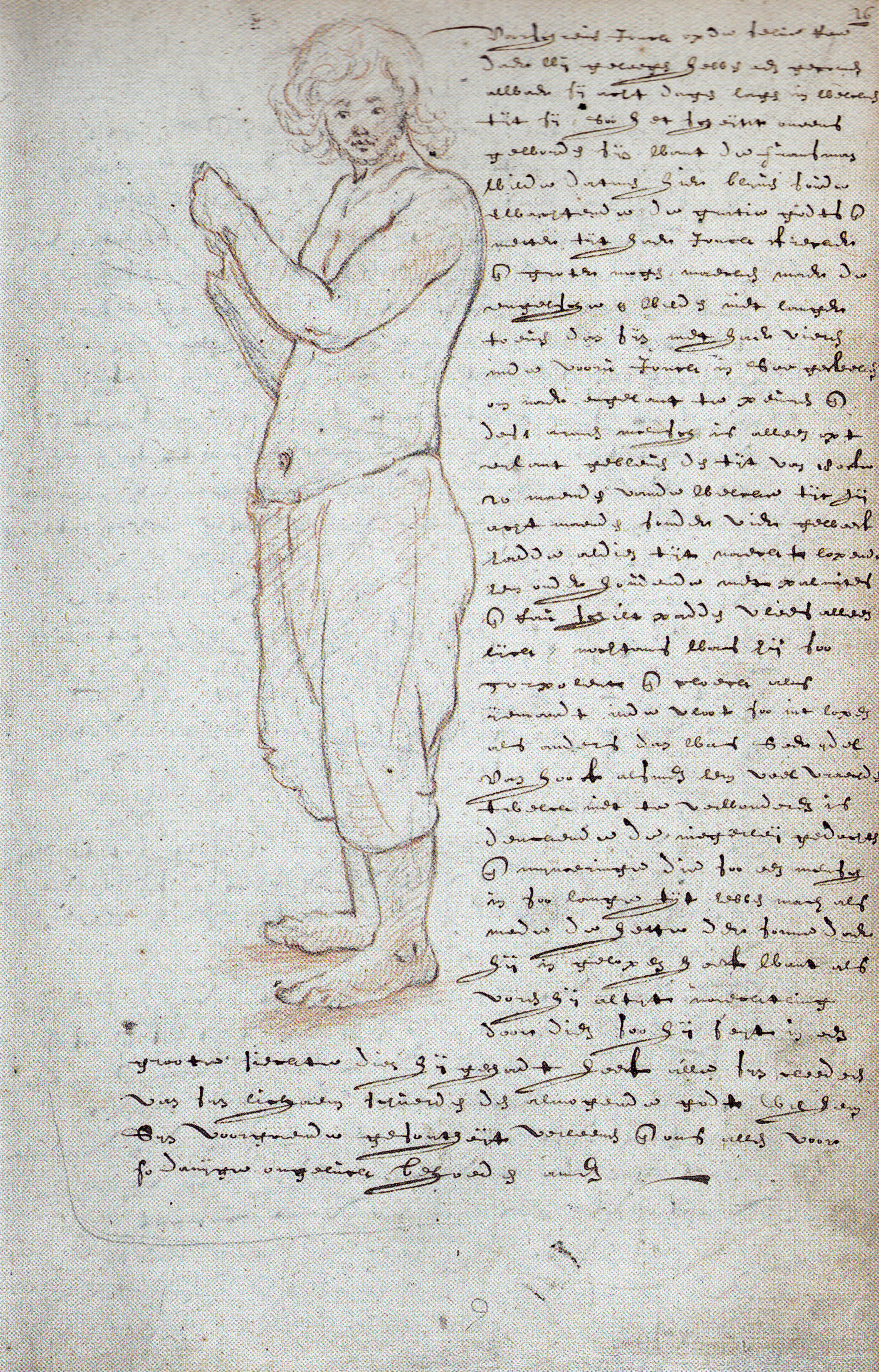
François.

Laerle tekende ook een schipbreukeling die begin oktober door de Duyfken op Mauritius was opgepikt: een Fransman, François geheten, die deel had uitgemaakt van een mislukte Engelse expeditie van Benjamin Wood, en als matroos op de Gelderland werd aangenomen.
Op de verdere tocht van de Molukse vloot vervaardigde Laerle nog kustprofielen en kaarten van havens en redes in de Indonesische archipel met bijbehorende legenda, ten behoeve van schepen die in de toekomst deze streken nog zouden gaan bezoeken. Ook maakte hij tekeningen van kraakporselein en schetsen van paarden en een mensfiguur. Het scheepsjournaal en de tekeningen staan in twee perkamenten banden die oorspronkelijk bedoeld waren voor de schepen Mayer en Dorscher, welke namen samen met het jaartal 1598 op de titelbladen staan.
Over de verdere levensloop van Joris Joostensz Laerle is niets bekend. Er is wel geopperd dat Joris Laerle dezelfde persoon was als Joris Carolus, de latere cartograaf, stuurman en schrijver van een zeemansgids, maar daar is geen bewijs voor.

## Galerij

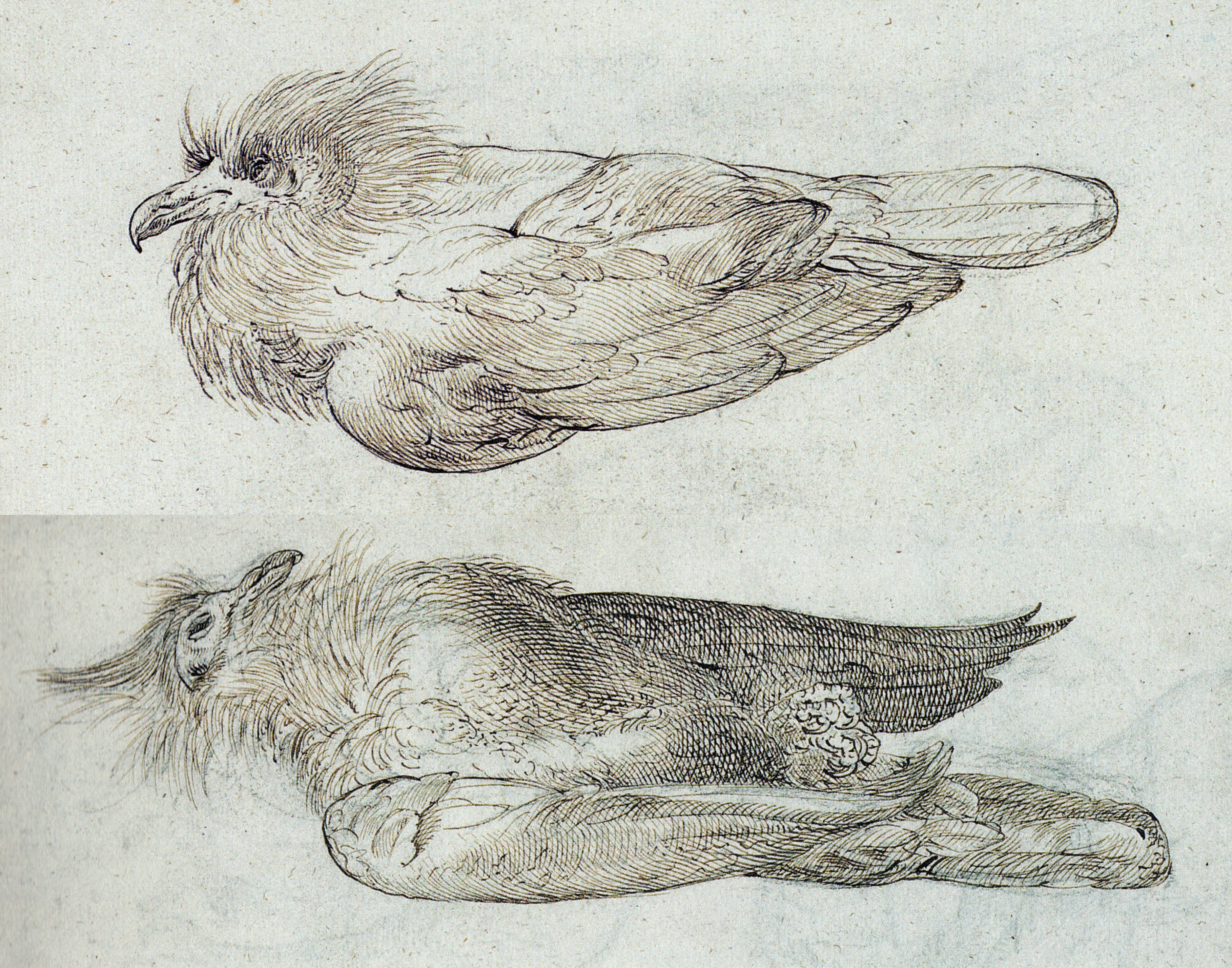
Blauwe duif (Alectroenas nitidissima).
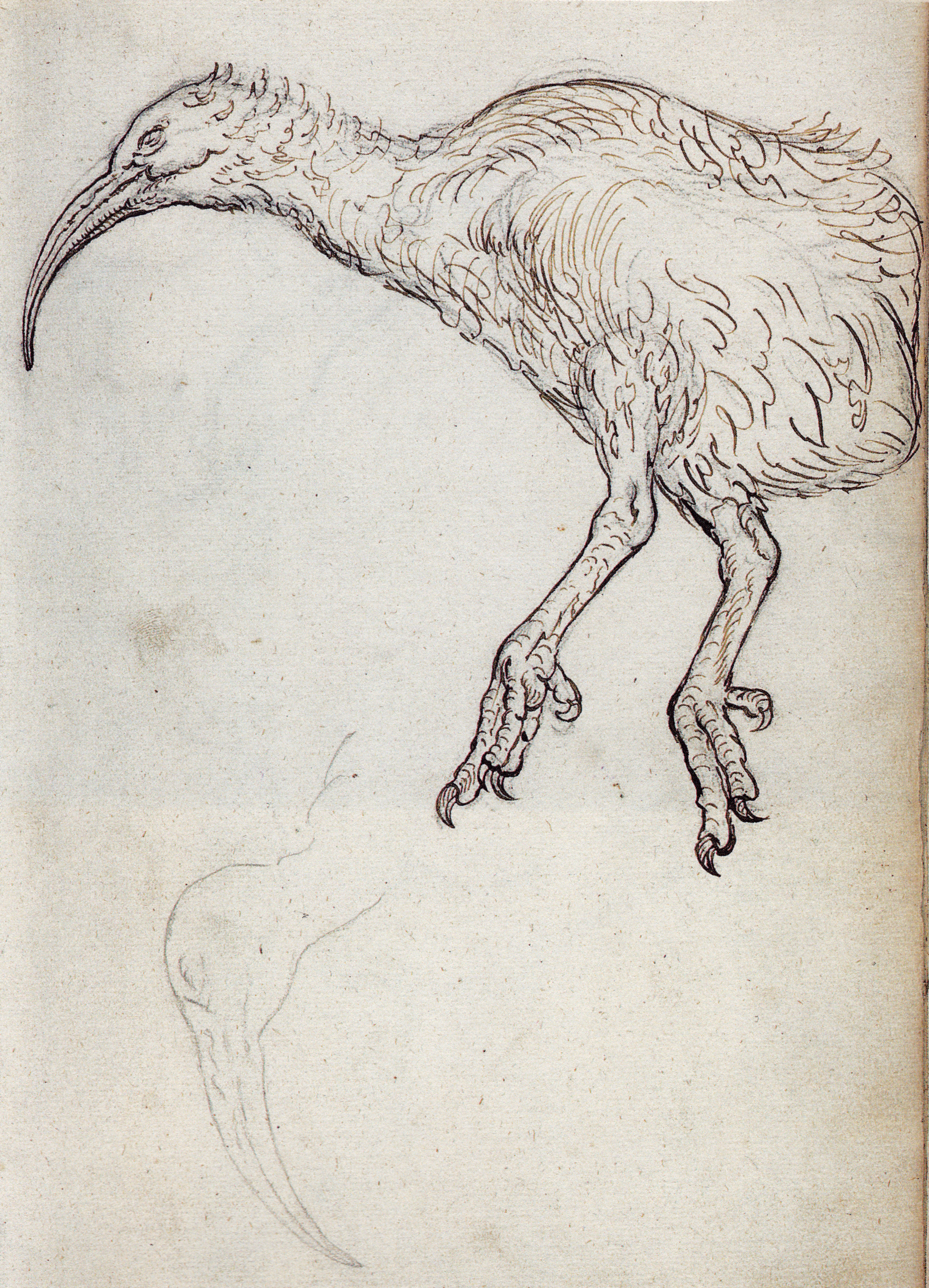
Rode ral (Aphanapteryx bonasia).
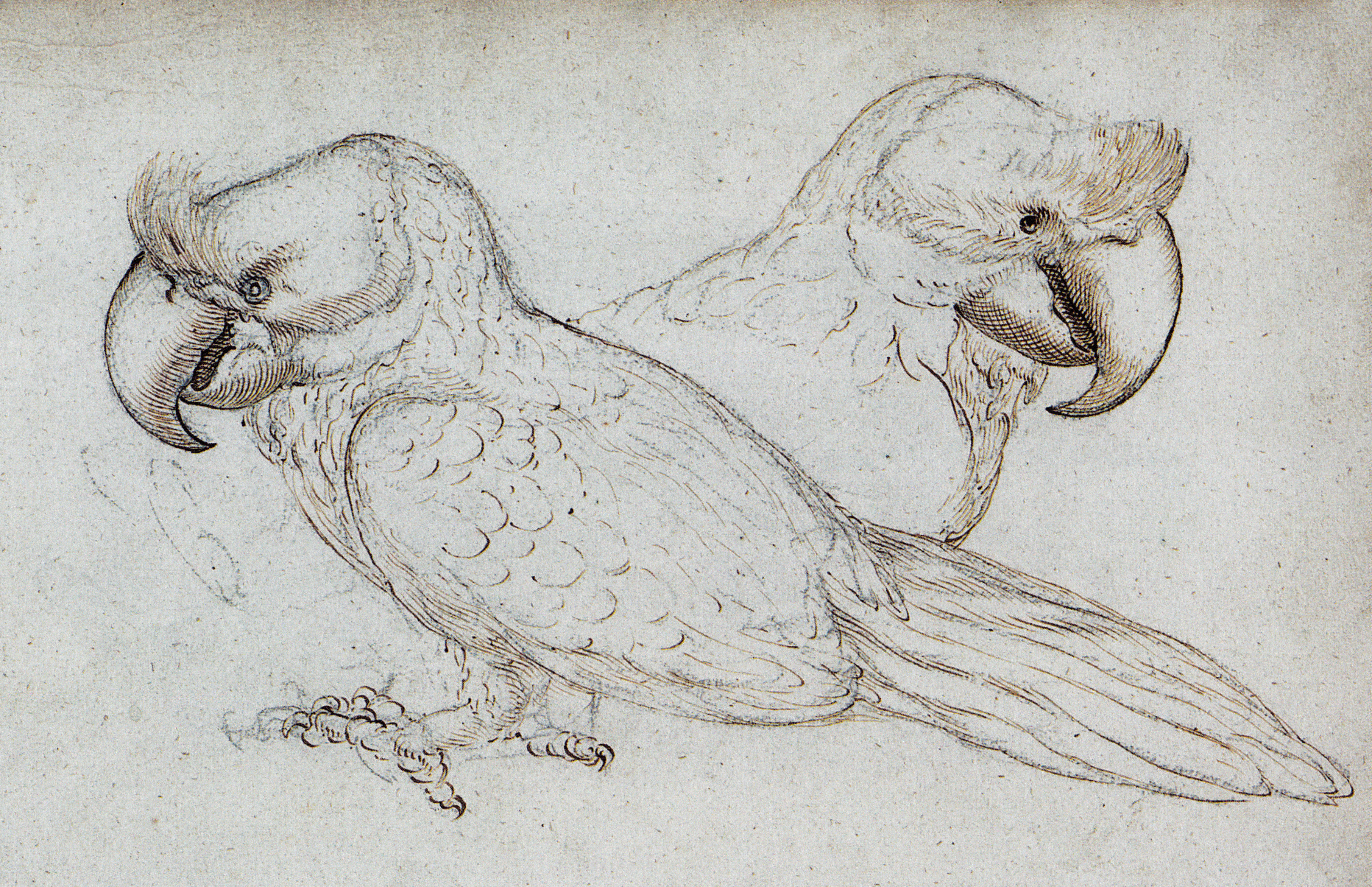
Breedbekpapegaai (Lophopsittacus mauritianus).
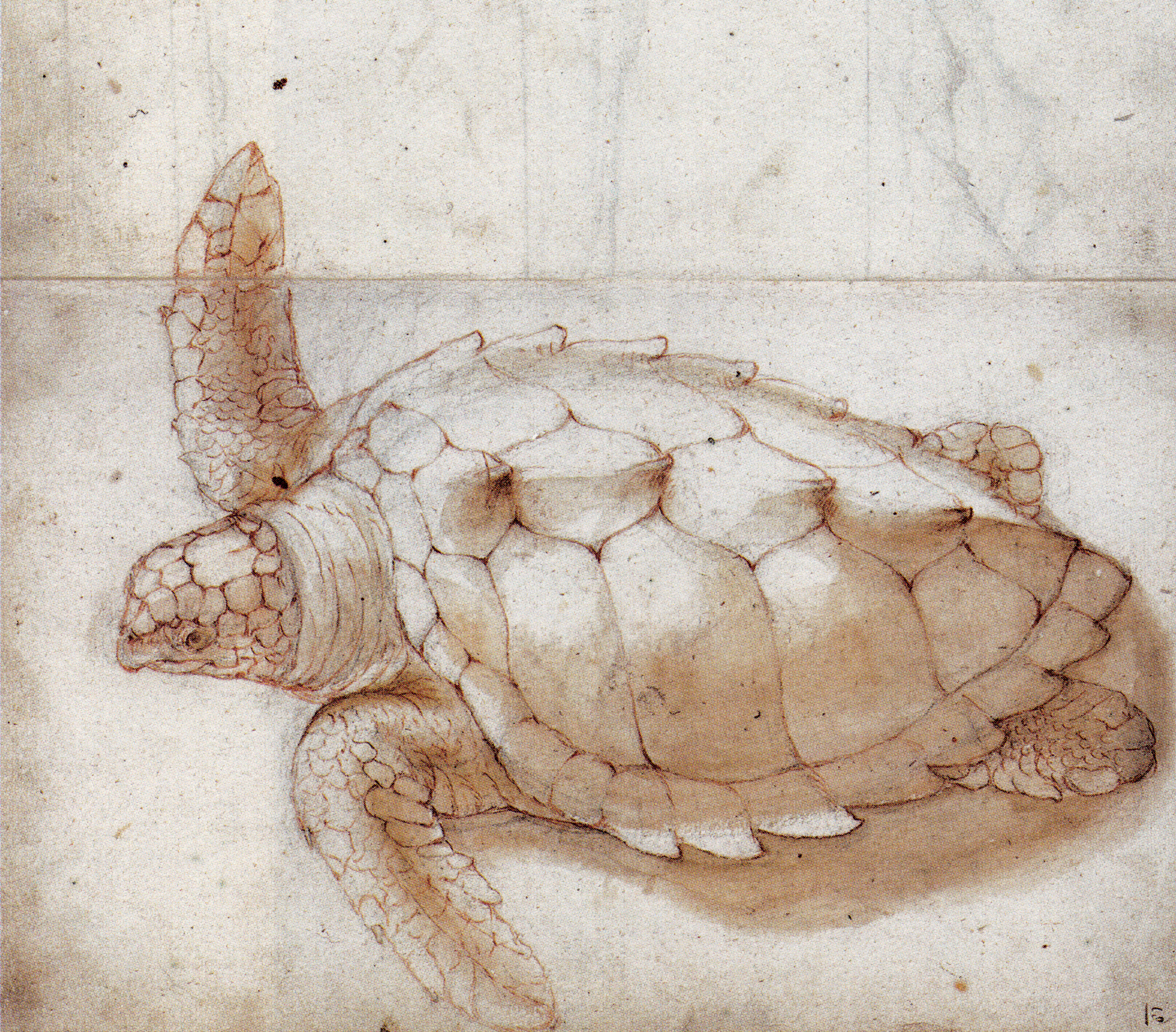
Onechte karetschildpad (Caretta caretta).
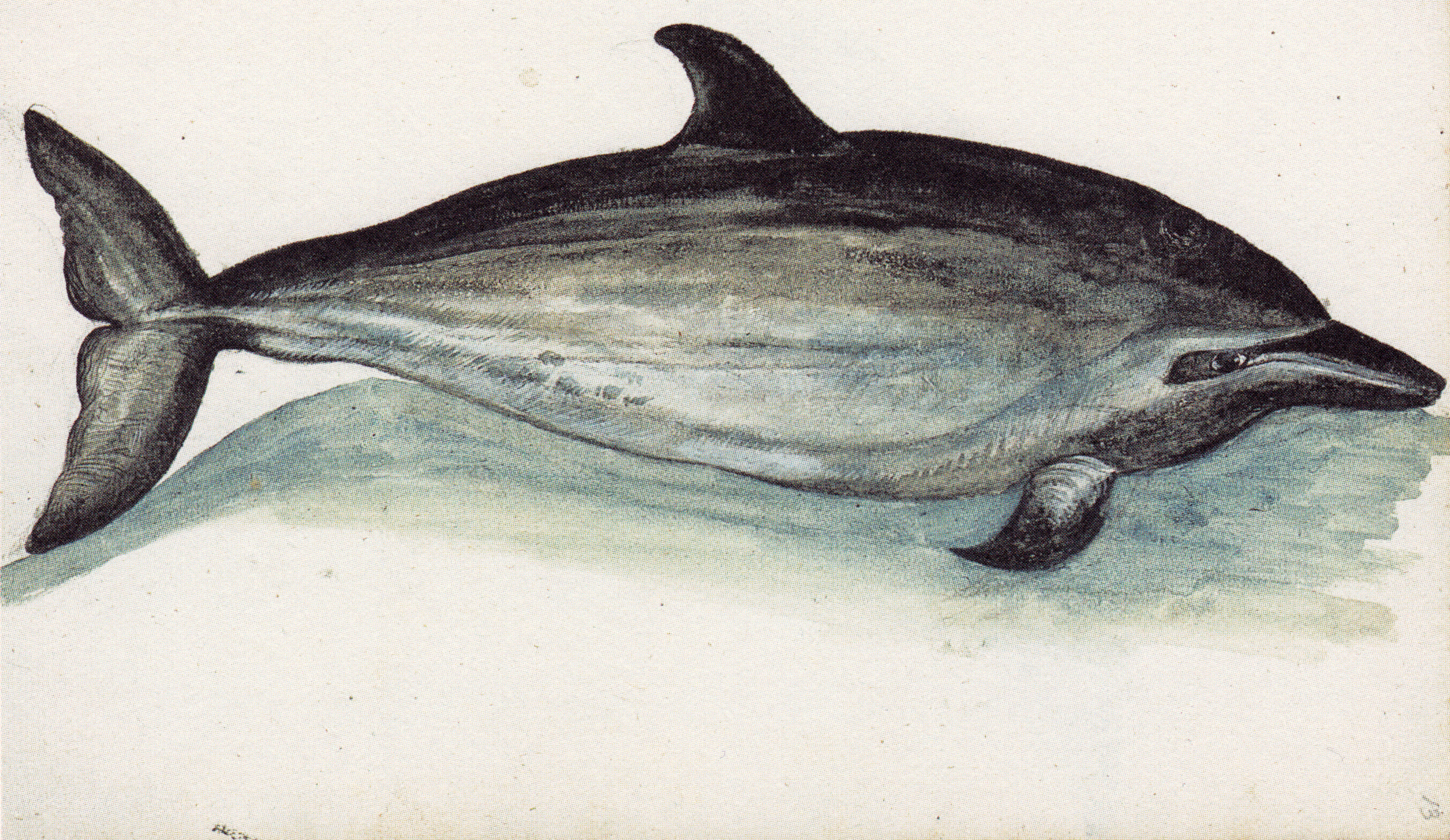
Gestreepte dolfijn (Stenella coeruleoalba).
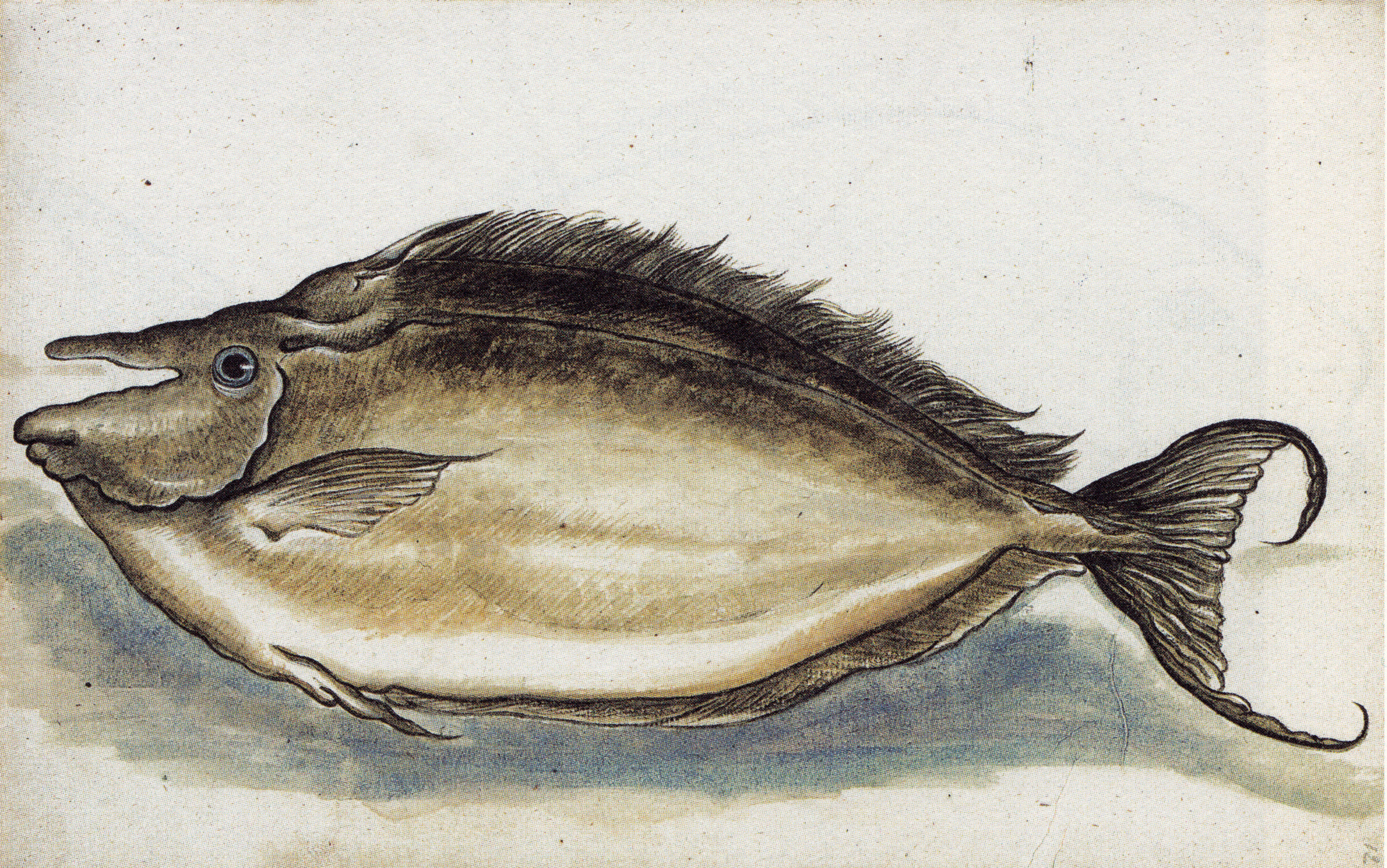
Eenhoornvis (Naso brachycentron).
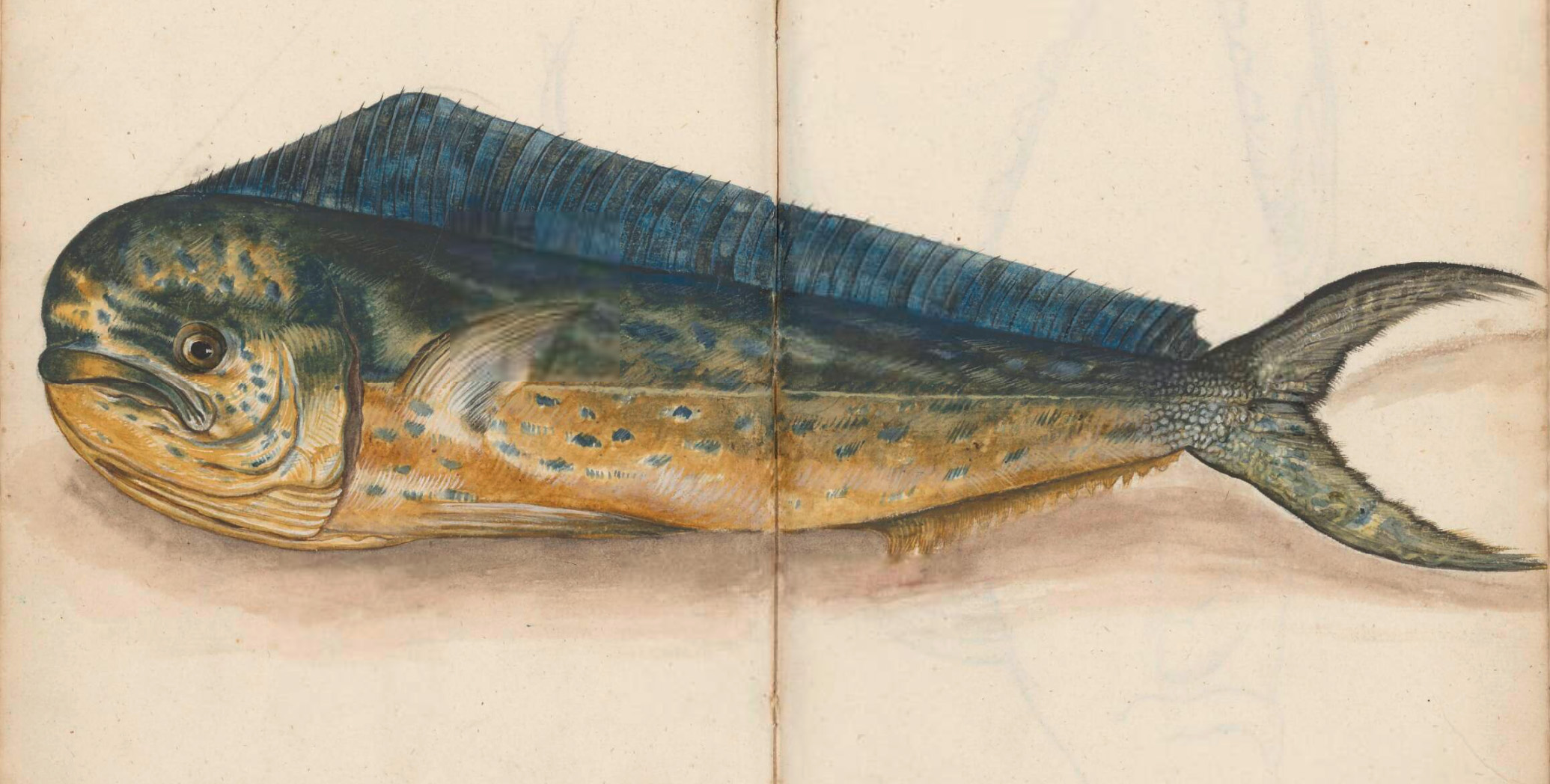
Goudmakreel (Coryphaena hippurus).
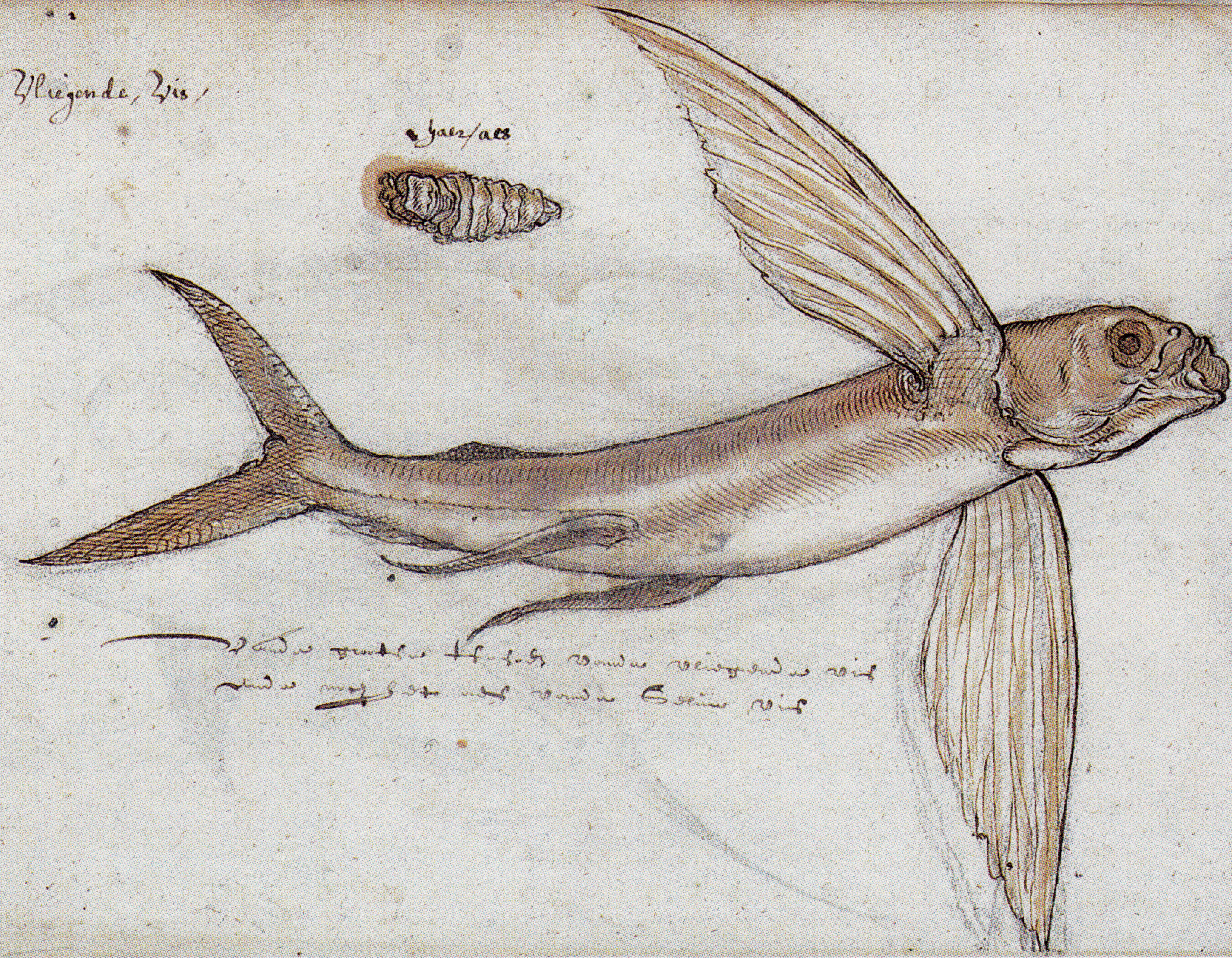
Vliegende vis (Cypselurus).